# چارلز لمانت
چارلز لمانت (انگلیسی: Charles Lamont؛ ‏ ۵ مهٔ ۱۸۹۵ – ۱۲ سپتامبر ۱۹۹۳) کارگردان اهل ایالات متحده آمریکا بود.
از فیلم‌هایی که وی در آن‌ها نقش داشته‌است، می‌توان به ساده‌لوحی از پادوکا، شبح طلا و اَلیوپ  اشاره نمود.